# Lars Gulliksson
Lars Gulliksson, född 7 juni 1967 i Övertorneå församling, är en svensk saxofonist, kompositör och arrangör.
Han har samarbetat med flera av de främsta svenska jazzmusikerna och även flera internationella, medverkat i radio, TV och på skivor. Huvudinstrument är tenorsaxofon, men han är också multi-instrumentalist och träblåsare inom bland annat folk- och världsmusik. Han har studerat vid The Manne's College of Music i New York (för George Coleman, Ellery Eskelin, Richie Beirach med flera), och vid Musikhögskolan i Malmö. Gulliksson är bandledare för grupperna Lars Gulliksson Quartet & Quintet och Siegmund Freud's Mothers (Swedish Mingus Band). Gulliksson är bosatt i Stockholm.

## Stipendier
- Från Konstnärsnämnden
- Norrbottens läns landstings kulturstipendium Rubus arcticus 1997